# Tucumán
Tucumán este un oraș în Argentina. 